# Dasyhelea thalestris
Dasyhelea thalestris är en tvåvingeart som beskrevs av John William Scott Macfie 1935. Dasyhelea thalestris ingår i släktet Dasyhelea och familjen svidknott. Inga underarter finns listade i Catalogue of Life.